# Eparchia di Chanda
L'eparchia di Chanda (in latino Eparchia Chandensis) è una sede della Chiesa cattolica siro-malabarese in India suffraganea dell'arcidiocesi di Nagpur. Nel 2021 contava 13.794 battezzati su 4.927.480 abitanti. È retta dall'eparca Ephrem Nariculam.

## Territorio
L'eparchia comprende i distretti di Wardha, Chandrapur e Gadchiroli nello stato indiano del Maharashtra. Ha giurisdizione su tutti i fedeli cattolici, indipendentemente dal rito di appartenenza.
Sede eparchiale è la città di Ballarpur, dove si trova la cattedrale di San Tommaso.
Il territorio è suddiviso in 11 parrocchie.

## Storia
L'ordinariato di Chanda fu eretto il 31 marzo 1962 con il decreto Ad lucem Sancti Evangelii, ricavandone il territorio dall'arcidiocesi di Nagpur. Fu la prima circoscrizione ecclesiastica cattolica siro-malabarese eretta fuori dal Kerala.
L'ordinariato fu elevato a esarcato apostolico il 29 luglio 1968.
Il 26 febbraio 1977 l'esarcato apostolico è stato elevato ad eparchia con la bolla Nostra ipsorum di papa Paolo VI.
Il 23 giugno 1999 ha ceduto una porzione del suo territorio a vantaggio dell'erezione dell'eparchia di Adilabad.

## Cronotassi dei vescovi
Si omettono i periodi di sede vacante non superiori ai 2 anni o non storicamente accertati.
- Januarius Paul Palathuruthy, C.M.I. † (12 giugno 1962 - 20 aprile 1990 ritirato)
- Vijay Anand Nedumpuram, C.M.I. (20 aprile 1990 - 31 luglio 2014 ritirato)
- Ephrem Nariculam, dal 31 luglio 2014

## Statistiche
L'eparchia nel 2021 su una popolazione di 4.927.480 persone contava 13.794 battezzati, corrispondenti allo 0,3% del totale.
| anno | popolazione | popolazione | popolazione | presbiteri | presbiteri | presbiteri | presbiteri                | diaconi | religiosi | religiosi | parrocchie |
| anno | battezzati  | totale      | %           | numero     | secolari   | regolari   | battezzati per presbitero | diaconi | uomini    | donne     | parrocchie |
| ---- | ----------- | ----------- | ----------- | ---------- | ---------- | ---------- | ------------------------- | ------- | --------- | --------- | ---------- |
| 1970 | 7.000       | 3.000.000   | 0,2         | 50         |            | 50         | 140                       |         | 50        | 68        | 47         |
| 1980 | 14.000      | ?           | ?           | 73         | 9          | 64         | 191                       |         | 73        | 170       | 36         |
| 1990 | 22.805      | 4.219.000   | 0,5         | 64         | 10         | 54         | 356                       |         | 85        | 226       | 54         |
| 1999 | 20.500      | 5.702.639   | 0,4         | 87         | 13         | 74         | 235                       |         | 205       | 372       | 53         |
| 2000 | 12.877      | 3.620.160   | 0,4         | 58         | 12         | 46         | 222                       |         | 170       | 262       | 34         |
| 2001 | 12.891      | 3.620.160   | 0,4         | 62         | 16         | 46         | 207                       |         | 184       | 304       | 33         |
| 2002 | 12.980      | 3.620.160   | 0,4         | 56         | 16         | 40         | 231                       |         | 171       | 310       | 5          |
| 2003 | 12.891      | 3.635.134   | 0,4         | 56         | 17         | 39         | 230                       |         | 166       | 354       | 5          |
| 2004 | 12.925      | 3.650.225   | 0,4         | 56         | 17         | 39         | 230                       |         | 165       | 360       | 5          |
| 2006 | 13.612      | 3.659.415   | 0,4         | 62         | 22         | 40         | 219                       |         | 277       | 352       | 5          |
| 2009 | 14.757      | 3.764.000   | 0,4         | 65         | 22         | 43         | 227                       |         | 207       | 354       | 5          |
| 2013 | 13.119      | 4.357.654   | 0,3         | 85         | 34         | 51         | 154                       |         | 176       | 387       | 6          |
| 2016 | 13.206      | 4.390.936   | 0,3         | 75         | 38         | 37         | 176                       |         | 153       | 400       | 9          |
| 2019 | 13.664      | 4.628.370   | 0,3         | 111        | 41         | 70         | 123                       |         | 183       | 425       | 10         |
| 2021 | 13.794      | 4.927.480   | 0,3         | 106        | 41         | 65         | 130                       |         | 131       | 430       | 11         |